# Sénat du Mississippi
Capitole de l'État du Mississippi, Jackson
Le Sénat du Mississippi (en anglais : Mississippi Senate) est la chambre haute de la Législature du Mississippi, l'organe législatif de l'État américain du Mississippi.

## Système électoral
Selon la Constitution du Mississippi de 1890, le Sénat est composé de 52 sièges pourvus pour quatre ans. Les sénateurs représentent chacun un district dont la population est en moyenne de 57 000 résidents. Il n'y a aucune limitation du nombre de mandats.
Pour être éligibles, les candidats doivent être âgés d'au moins 25 ans, avoir la qualité d'électeur et résider dans l'État depuis les quatre dernières années, et résider depuis auloins deux ans dans le district ou le comté où ils se présentent. 
Les élections au Sénat ont lieu le premier mardi après le premier lundi de novembre lors des élections générales de l'État. Si une vacance survient au Sénat avant le 1er juin, le gouverneur doit ordonner une élection dans les 30 jours suivant la vacance et donner un préavis de 40 jours aux comtés concernés. Aucune élection spéciale n'a lieu si la vacance survient après le 1er juin.

## Siège
Le Sénat siège au Capitole de l'État du Mississippi, situé à Jackson.

## Présidence
Le lieutenant-gouverneur du Mississippi est le président du Sénat, mais ne vote que si nécessaire pour briser une égalité. En son absence, le président pro tempore préside le Sénat. Le président pro tempore est élu par le caucus du parti majoritaire, suivi de la confirmation de l'ensemble du Sénat par une résolution du Sénat. 
Contrairement aux autres chambres hautes des législatures des États, le pouvoir du président pro tempore est limité. Le lieutenant-gouverneur a le pouvoir exclusif de nommer les présidents ou vice-présidents des divers comités sénatoriaux, quelle que soit la taille du parti. Les autres chefs de la majorité et de la minorité au Sénat sont élus par les caucus de leurs partis respectifs.
Le président du Sénat est le lieutenant-gouverneur du Mississippi, Delbert Hosemann. Le président pro tempore est le républicain Dean Kirby.

## Représentation
| Date      | Parti      | Parti        | Total |
| Date      | Démocrates | Républicains | Total |
| --------- | ---------- | ------------ | ----- |
| Date      |            |              | Total |
| Fin 2019  | 18         | 31           | 49    |
| 2020-2024 | 16         | 36           | 52    |